# Kunkeliella
Kunkeliella es un género con cuatro especies de plantas de flores perteneciente a la familia Santalaceae, originario de las Islas Canarias. Llamado así en honor del botánico alemán Günther Kunkel. 

## Especies seleccionadas
- Kunkeliella canariensis
- Kunkeliella psilotoclada
- Kunkeliella retamoides
- Kunkeliella subsucculenta
  - Kunkeliella subsucculenta kämer[1]